# David Sassoli
David Maria Sassoli (Florence, 30 mei 1956 – Aviano, 11 januari 2022) was een Italiaans journalist en politicus voor de sociaaldemocratische Democratische Partij. Van 3 juli 2019 tot zijn overlijden was hij voorzitter van het Europees Parlement.

## Biografie

### Politicus

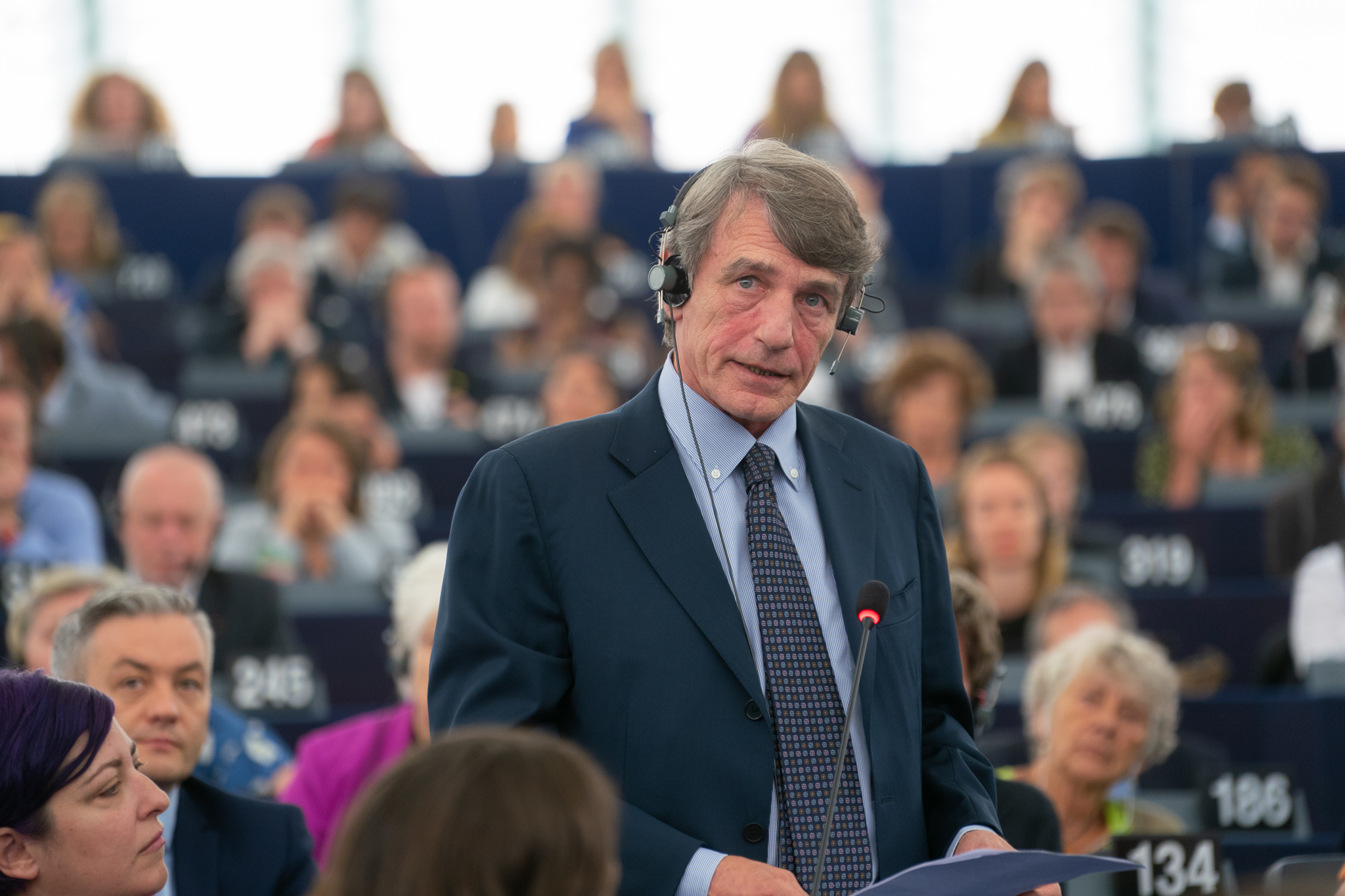
David Sassoli in het Europees Parlement.

Sinds 2009 was Sassoli Europees Parlementslid voor de socialistische S&D-fractie. Nadat hij sedert 1 juli 2014 al vicevoorzitter van het Europees Parlement was, werd hij op 3 juli 2019 verkozen tot voorzitter daarvan.

### Overlijden
Nadat hij al in de herfst van 2021 in Straatsburg gehospitaliseerd was geweest, werd hij op 26 december 2021 opnieuw in een ziekenhuis opgenomen in Aviano vanwege ernstige complicaties als gevolg van een disfunctie van het immuniteitssysteem. Aldaar overleed Sassoli op 11 januari 2022 op 65-jarige leeftijd. Hij liet een vrouw en twee kinderen na.
- Bibliothèque nationale de France: cb16757074g (data)
- Gemeinsame Normdatei: 1189810077
- International Standard Name Identifier: 0000 0004 0846 6972
- Library of Congress Control Number: no2013056710
- Nationale Bibliotheek van Letland: 000277565
- Istituto Centrale per il Catalogo Unico: CFIV283774
- Système universitaire de documentation: 250348217
- Virtual International Authority File: 300968938
- WorldCat: E39PBJx4tqRGYHFm8hRHGJTfv3